# Christian Laux
Pour les articles homonymes, voir Laux (homonymie).
Christian Laux (Cristian Laus), né le 20 juillet 1934 à Cessenon-sur-Orb et mort le 4 février 2002 à Albi, est un écrivain et lexicographe français de langue occitane.

## Biographie
Après ses études au lycée de Béziers, puis en math-sup, math-spé à Montpellier, il est admis à l'École des Mines de Paris et à L'École Normale Supérieure de l'Enseignement Technique (ENSET) à Paris puis Cachan. Il choisit l'ENSET. En 1960, il est nommé professeur de physique au lycée Louis-Rascol d'Albi et prend la présidence de l'IEO du Tarn. Il publie plusieurs récits et une autobiographie, Los uèlhs de l'anhèl, ainsi que des ouvrages de référence pour l'étude de l'occitan : une anthologie de l'écrit occitan en Albigeois (qui contient la première édition moderne de la Garison de Marianna) et deux dictionnaires occitan-français et français-occitan.

## Œuvres
- Martin de Castanet en Egipte, Bande dessinée illustrée par François Piquemal, Vent Terral, 1976.
- La Coa de la Cabra : cronica d'un vilatge Valderiès (Enèrgas, 81350), Vent Terral, 1978,  (ISSN 0181-2033) ; 3.
- Albigés, païs occitan : recueil de textes tarnais, 1980.
- Les Troubadours dans l’Albigeois, Revue du Tarn, 1982.
- D'où vient donc Marianne ?, Annales historiques de la Révolution française, 254, 1983, [lire en ligne].
- Martin de Castanet al pont d’Arcòla, Bande dessinée illustrée par Capelon, Vent Terral, 1984.
- Nadals recampats e presentats per Christian Laux e Daniel Loddo, Albi, IEO & Gaillac, la Talvèra, 1985.
- Jan Laurès, Los Secrets de la vendémia, transcripcion e presentacion per Cristian Laus, 1988.
- « Henry Paschal de Rochegude (1741 – 1834) et la langue occitane de son temps », Revues du Tarn, 135, 136, 138, 139, 1989-1990.
- Langue et Littérature Occitanes, Tarn, Bonneton, 1991.
- Garriguenc, Toulouse, Institut d'estudis occitans, 1996,  (ISBN 2-85910-203-5).
- « L'occitan, langue du droit dans le milieu des notaires de l'Albigeois au XVIe siècle », Pouvoir et société en pays albigeois, Presses de l’Université des Sciences Sociales de Toulouse, 1997.
- Dictionnaire français-occitan : languedocien central, Puèglaurens, Institut d'estudis occitans, 1997,  (ISBN 978-2859103712).
- Los uèlhs de l'anhèl Puylaurens, Institut d'estudis occitans, 1999,  (ISBN 2-85910-253-1).
- Dictionnaire occitan-français : languedocien, avec la collab. de Serge Granier, Puylaurens, Institut d'études occitanes, Section du Tarn, 2001,  (ISBN 2-85910-300-7).
- Joan Delcaire, Puylaurens, Institut d'estudis occitans, 2003,  (ISBN 2-85910-318-X).

## Hommage
- Annada Laus (2022/2023), impulsée par le Centre Culturel Occitan de l'Albigeois avec l'aide et la participation d'associations, personnes et structures avec lesquelles il a travaillé : conférences, témoignages, expositions, émissions de radio, publications, etc.